# Laceração perineal
Em obstetrícia, uma laceração perineal é a laceração espontânea (não intencional) da pele ou de outras estruturas de tecido mole que, na mulher, separam a vagina do ânus. As lacerações perineais ocorrem geralmente durante o parto, que coloca pressão acrescida sobre o períneo. As lacerações variam bastante em termos de gravidade. A maioria são apenas superficiais e não requerem tratamento, embora as mais graves possam causar hemorragias significativas, disfunções ou dor a longo prazo. Uma laceração perineal é diferente de uma episiotomia, que é um procedimento cirúrgico em que o períneo é intencionalmente lacerado para facilitar o parto.